# Janina Teresa Szostakiewicz
Janina Teresa Szostakiewicz (ur. 12 czerwca 1925 we Lwowie; zm. 7 marca 2004 w Nowej Rudzie) – żołnierz Armii Krajowej, w 1992 r. odznaczona medalem Sprawiedliwy wśród Narodów Świata. Córka Jadwigi Zofii Szostakiewicz, również odznaczonej medalem Sprawiedliwy wśród Narodów Świata.

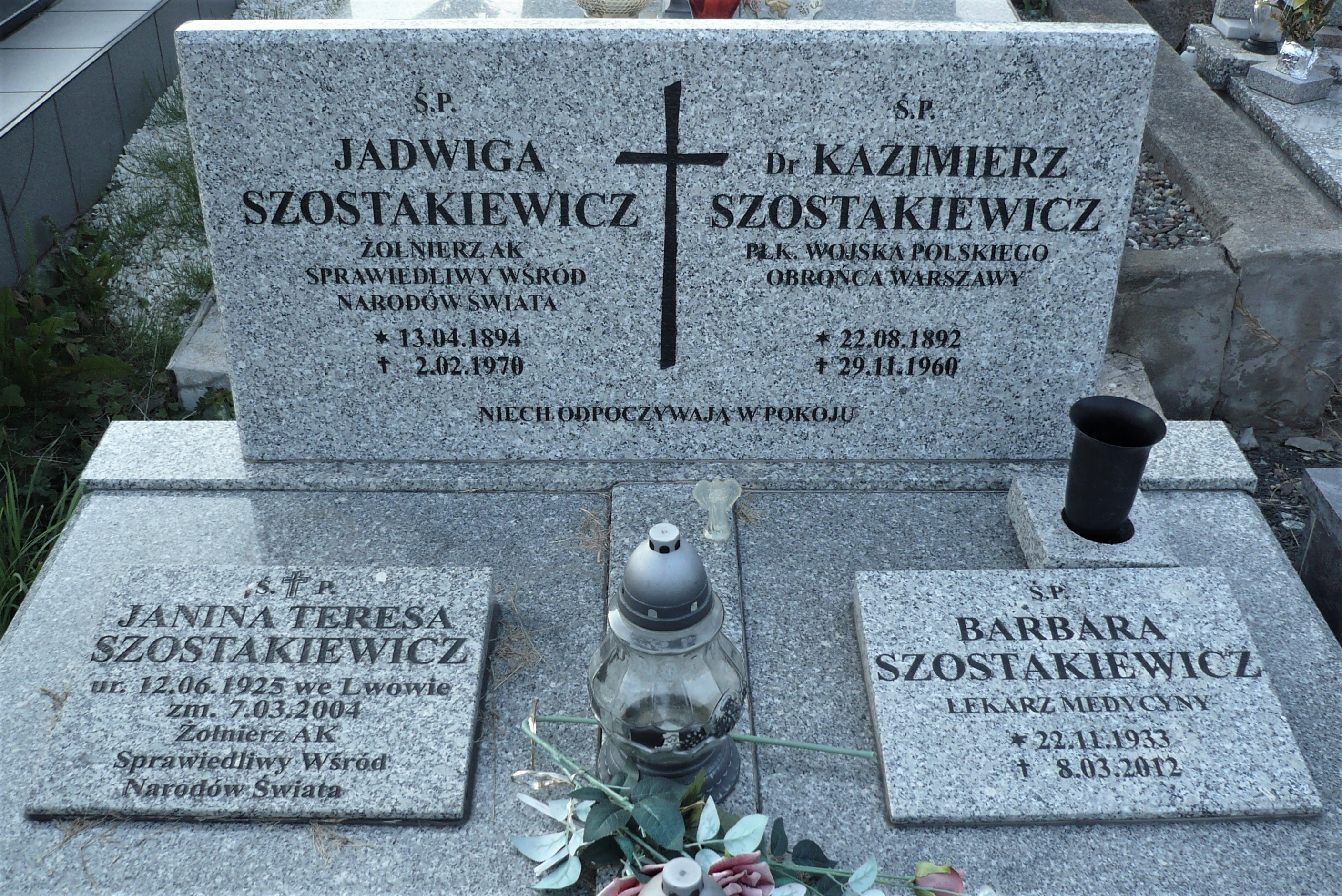
Nagrobek rodziny Szostakiewicz w Nowej Rudzie